# Тайхэ (Цзиньчжоу)
Тайхэ́ (кит. упр. 太和, пиньинь Tàihé) — район городского подчинения городского округа Цзиньчжоу провинции Ляонин (КНР).

## История
Район был образован в октябре 1962 года под названием «Цзиньчжоуский пригородный район» (锦州郊区). В январе 1983 года был переименован в «район Тайхэ».

## Административное деление
Район Тайхэ делится на 14 уличных комитетов.

## География
В результате того, что в разные периоды те или иные участки передавались в состав разных административных единиц, в настоящее время территория района представляет собой несколько не связанных между собою кусков.